# Maimbung
Maimbung é um município de  quinta classe de renda municipal (d) na província Sulu, nas Filipinas. De acordo com o censo de 1 de maio  de  2020 possui uma população de 59 597 pessoas e 10 130 domicílios.